# Wilson (film 1944)
Wilson  è un film biografico del 1944 diretto da Henry King.
Il film, che racconta la vita, vista dal lato politico, del 28º Presidente degli Stati Uniti d'America Thomas Woodrow Wilson, ha vinto 5 Premi Oscar nel 1945 e un Golden Globe per il protagonista, l'unico nella carriera di Alexander Knox. Nel 1944 il National Board of Review of Motion Pictures l'ha inserito nella lista dei migliori dieci film dell'anno.

## Trama
Thomas Woodrow Wilson, uomo onesto ed imparziale, presidente dell'Università di Princeton, nel New Jersey, viene eletto Presidente degli Stati Uniti d'America dal Partito Democratico Statunitense nel 1912; carica che porterà avanti fino al 1921.
Si colloca in politica in modo diretto, affrontando prima il problema della morte della sua prima moglie, Ellen Louise Wilson, in seguito si occupa di questioni importanti come il problema del Suffragio femminile, risoltosi solamente nel 1918 negli Stati Uniti, il coinvolgimento americano nella prima guerra mondiale e i suoi famosi Quattordici punti per la creazione della Società delle Nazioni.

## Produzione
Il film fu prodotto dalla Twentieth Century Fox Film Corporation.

## Distribuzione
Distribuito dalla Twentieth Century Fox Film Corporation, fu presentato in prima mondiale nel luglio 1944 a Wahoo, nel Nebraska. Il 1º agosto, il film fu proiettato a New York e, il 10 agosto, a Los Angeles. Nel 1945, venne distribuito nel Regno Unito (19 marzo), in Australia (14 giugno), nelle sale USA (in agosto), in Svezia (3 settembre), Argentina (22 novembre).
La prima TV italiana del film è avvenuta ben 45 anni dopo la sua uscita, sabato 9 dicembre 1989, in notturna su Raiuno.

## Riconoscimenti
- 1945 - Premio Oscar
  - Migliore sceneggiatura originale a Lamar Trotti
  - Migliore fotografia a Leon Shamroy
  - Migliore scenografia a Wiard Ihnen e Thomas Little
  - Miglior montaggio a Barbara McLean
  - Miglior sonoro a Edmund H. Hansen
  - Candidatura Miglior film alla 20th Century Fox
  - Candidatura Migliore regia a Henry King
  - Candidatura Miglior attore protagonista a Alexander Knox
  - Candidatura Migliori effetti speciali a Fred Sersen e Roger Herman Sr.
  - Candidatura Miglior colonna sonora a Alfred Newman
- 1945 - Golden Globe
  - Miglior attore in un film drammatico a Alexander Knox
- 1944 - National Board of Review Award
  - Migliori dieci film